# Swertia taylorii
Swertia taylorii är en gentianaväxtart som beskrevs av J. Shah. Swertia taylorii ingår i släktet Swertia och familjen gentianaväxter. Inga underarter finns listade i Catalogue of Life.